# Татарка (приток Савалы)

Татарка — река в России, протекает в Новохопёрском районе Воронежской области. Правый приток Савалы.

## География
Река Татарка берёт начало неподалёку от посёлка Михайловский. Течёт на север по открытой местности. Устье реки находится у деревни Русаново в 43 км по правому берегу реки Савалы. Длина реки составляет 38 км.

## Данные водного реестра
По данным государственного водного реестра России относится к Донскому бассейновому округу, водохозяйственный участок реки — Савала, речной подбассейн реки — Хопер. Речной бассейн реки — Дон (российская часть бассейна).
По данным геоинформационной системы водохозяйственного районирования территории РФ, подготовленной Федеральным агентством водных ресурсов:
- Код водного объекта в государственном водном реестре — 05010200312107000007416
- Код по гидрологической изученности (ГИ) — 107000741
- Код бассейна — 05.01.02.003
- Номер тома по ГИ — 07
- Выпуск по ГИ — 0